# Aichryson parlatorei
Aichryson parlatorei ist eine Pflanzenart aus der Gattung Aichryson in der Familie der Dickblattgewächse (Crassulaceae).

## Beschreibung

### Vegetative Merkmale
Aichryson parlatorei wächst als einjährige, einfache oder spärlich verzweigte, dicht behaarte, krautige Pflanze und erreicht Wuchshöhen von bis zu 12 Zentimeter. Die meist im unteren Teil mit Haaren bedeckten Triebe weisen einen Durchmesser von 2 bis 3 Millimeter auf. Die unteren Zweige sind breit spreizend und ausgebreitet. Ihre verkehrt pflasterkellenförmigen, stumpfen oder zugespitzten, dicht behaarten Laubblätter sind 12 bis 24 Millimeter lang und 6 bis 8 Millimeter breit. Sie verschmälern sich allmählich in einen breiten, undeutlichen Stiel. Oberhalb der Mitte ist die Blattspreite am breitesten. Entlang der Ränder sind die Blätter häufig papillös.

### Generative Merkmale
Der lockere Blütenstand ist wenigblütig. Die acht- bis neunzähligen Blüten stehen an einem 7 bis 10 Millimeter langen Blütenstiel und weisen einen Durchmesser von 10 bis 12 Millimeter auf. Ihre Kelchblätter sind dicht behaart. Die tiefgelben, elliptischen oder verkehrt eiförmigen, zugespitzten Kronblätter sind 5 bis 6 Millimeter lang.

### Chromosomenzahl
Die Chromosomenzahl beträgt 2n = etwa 34.

## Systematik und Verbreitung
Aichryson parlatorei ist auf Gran Canaria, Teneriffa, La Gomera, La Palma und El Hierro in Höhen von 30 bis 1000 Metern verbreitet.
Die Erstbeschreibung durch Carl August Bolle wurde 1859 veröffentlicht.
Ein nomenklatorisches Synonym ist Sempervivum parlatorei (Bolle) Christ (1888).

## Nachweise